# Calchas (genre)
Genre
Synonymes
- Paraiurus Francke, 1985

Calchas est un genre de scorpions de la famille des Iuridae.

## Distribution
Les espèces de ce genre se rencontrent en Turquie et en Irak. Leur présence en Syrie est incertaine.

## Liste des espèces
Selon The Scorpion Files (29/07/2020) :
- Calchas anlasi Yağmur, Soleglad, Fet & Kovařík, 2013
- Calchas birulai Fet, Soleglad & Kovařík, 2009
- Calchas kosswigi Yağmur, Soleglad, Fet & Kovařík, 2013
- Calchas nordmanni Birula, 1899

## Publication originale
- Birula, 1899 : A new species of scorpions for the Russian fauna. Annuaire du Muséum Zoologique de l’Académie Impériale des Sciences de Saint-Pétersbourg, vol. 4, p. 14–15.